# Экзотические домашние животные

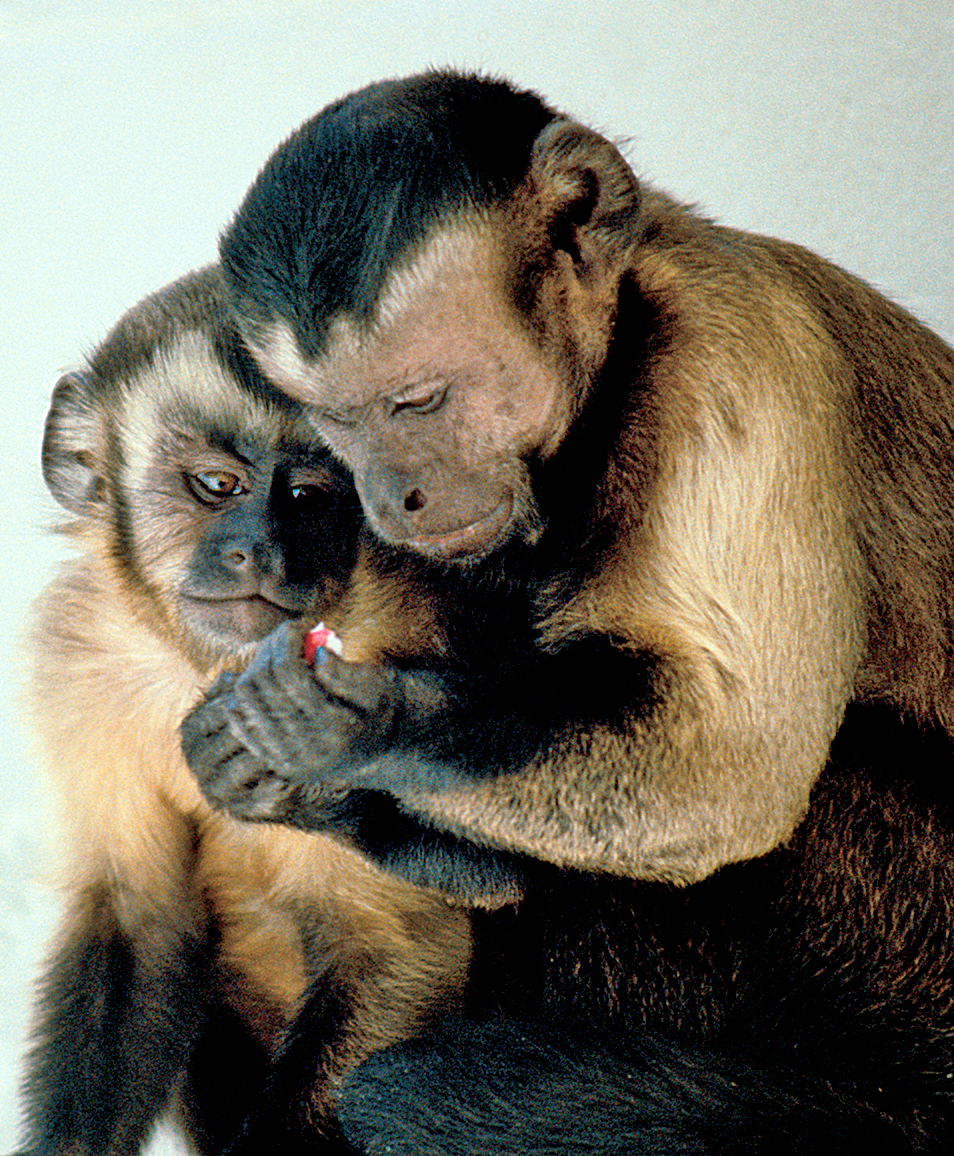
Обезьяны капуцины относятся к числу приматов, которые содержатся в качестве экзотических домашних животных

Экзотические домашние животные — редкие или необычные домашние животные; животные, которые содержатся в домашних хозяйствах людей, при этом относительно необычны для содержания или обычно считаются дикими, а не домашними животными.

## Определения
Некоторые грызуны, рептилии и амфибии достаточно прочно утвердились как причудливые животные, чтобы уже не считаться экзотикой, вместе с тем любое уникальное или дикое домашнее животное (включая обычных домашних животных, таких как хорьки и декоративные крысы) считается экзотическим домашним животным.
«Экзот» часто относится к виду, который не является местным или коренным для региона владельца, а «домашнее животное» — это животное-компаньон, живущее с людьми. Однако многие используют этот термин для включения местных видов (например, змей иногда можно считать экзотическими домашними животными даже в местах, где они встречаются в дикой природе). Американский Колледж Зоологической Медицины определил группу как «зоологические животные-компаньоны».
Юридически определение является предметом местной юрисдикции. В Соединенных Штатах Кодекс федеральных правил (9 CFR 1.1) гласит, что термин «домашнее животное» означает «любое животное, которое обычно содержалось в качестве домашнего животного в семейных домашних хозяйствах в США, например, собаки, кошки, морские свинки, кролики и хомяки», а далее говорится, что «этот термин исключает экзотических животных и диких животных». При этом «экзотическое животное» определяется частично как «[животное] … которое является родным для иностранного государства либо иностранного происхождения или характера, не является родным для Соединенных Штатов или было ввезено из-за границы» (широкая сфера охвата, которая будет включать большинство домашних животных, таких как домашние кошки, породы домашних собак, лошадей, канареек и попугаев).

## Вопросы

### Легальность
Конвенция о международной торговле видами дикой фауны и флоры, находящимися под угрозой исчезновения (СИТЕС), регулирует торговлю некоторыми экзотическими животными по всему миру, предотвращая любые угрозы их выживанию и экологический ущерб. Некоторые животные могут быть строго регламентированы или ограничены напрямую как из-за их статуса сохранения, так и из-за возможности превращения животного в инвазивный вид.
Министерство сельского хозяйства США выдает разрешения на содержание и разведение определённых экзотических видов, будь то выловленные в дикой природе или разведённые. В Соединенных Штатах, например, незаконно ввозить нечеловеческих приматов для торговли домашними животными, но животными, выращенными в неволе, торгуют, используя животных, произошедших от животных, ввезенных на законных основаниях до введения запрета. По состоянию на сентябрь 2014 года большинство штатов США запрещают или регулируют владение экзотическими домашними животными, но в 5 штатах нет требований в отношении лицензий или разрешений.
В 2003 году Закон США о безопасности диких животных в неволе (CWASA) официально вступил в силу, а в сентябре 2007 года Служба охраны рыбы и дикой природы США ввела в действие правила, обеспечивающие его соблюдение. Закон запрещает продажу или перевозку крупных кошек через государственные границы для торговли домашними животными и распространяется на гепардов, пум, ягуаров, леопардов, дымчатых леопардов, снежных барсов, львов, тигров и их гибридов.

### Торговля
Незаконная перевозка экзотических домашних животных также известна как контрабанда диких животных, и эта отрасль генерирует от 7 до 23 миллиардов долларов США в год.
Несмотря на то, что существует много способов контрабанды живых животных через границы, часто происходят большие потери из-за методов транспортировки; многие виды мелких животных могут быть сложены в крошечные и, как правило, воздухонепроницаемые контейнеры и в результате часто погибают. В одном из примеров контрабанды толстые лори, вывозимые из Индонезии, которым удаляют зубы перед продажей на месте или экспортируют в Японию или Россию. Животные не получают обезболивающих во время операций.
Международные договоры (такие как СИТЕС) были созданы для борьбы с незаконной продажей и перевозкой уязвимых животных и растений, но неспособность надлежащим образом обеспечить соблюдение этих правил оставляет много лазеек для продолжения незаконной торговли. Например, Соединенные Штаты подписали СИТЕС во время его создания, а также разработали свои собственные национальные законы против импорта и продажи слоновой кости, но с 2008 года было установлено, что США является вторым по величине импортером слоновой кости после Китая.

### Влияние на мир
Исторически известно, что торговля экзотическими домашними животными стимулирует уничтожение и вымирание животных в дикой природе. В гораздо меньшей степени это относится и к сегодняшнему дню: одним из основных факторов, влияющих на статус толстого лори, является тот факт, что его часто держат в качестве домашнего питомца или продают в Японию.
Однако, поскольку размножение в неволе экзотических животных становится все более распространенным, все меньше и меньше животных отлавливается в дикой природе.

### Здоровье
Ветеринарные расходы на лечение экзотических животных могут быть значительно выше, чем для более обычных домашних животных, из-за требуемой повышенной специализации.
Известно, что зоонозная инфекция встречается у небольшого числа экзотических домашних животных. Американская ветеринарная медицинская ассоциация, министерство сельского хозяйства США, Национальная ассоциация по контролю за животными, Американская ассоциация зоопарков и аквариумов и CDC препятствуют частному владению некоторыми экзотическими животными. Животные, выращиваемые в неволе в Соединенных Штатах, не рискуют заразиться какой-либо вредной болезнью, поскольку они никоим образом не подвергаются этому воздействию. Этот риск заболевания наиболее заметен у приматов, таких как обезьяны, которые биологически похожи на людей.
В Великобритании, где уровень владения экзотическими домашними животными высок, добровольные организации, такие как «NCRW» (Национальный центр помощи рептилиям) и «SEEPR» (Юго-Восточный центр спасения экзотических домашних животных), принимают нежелательных, больных или потерянных экзотических животных и ухаживают за ними до полного выздоровления, прежде чем вернуть их обратно.

### Содержание
Обеспечение надлежащих условий окружающей среды, содержания и питания для экзотического животного может быть затруднено по нескольким причинам:
- может быть недостаточно информации об уходе за такими животными в неволе, хотя эта ситуация быстро меняется.
- адекватное жилье может быть трудным и / или дорогим для приобретения или строительства. Обычно это проблема только для крупных и / или высокоактивных животных, которым требуется много места.
- может быть трудно обеспечить правильную окружающую среду (такую как температура или количество солнечного света)
- правильное питание может быть затруднено или невозможно
- Обеспечение правильной социальной среды для очень социальных видов может быть непрактичным или невозможным в домашних условиях.
- лицензирование может потребоваться для владения или разведения некоторых экзотических животных. Например, большинство штатов и муниципалитетов США регулируют владение экзотическими животными.

Однако информация об уходе в неволе и разведении для многих обычно сохраняемых амфибий, рептилий, птиц и мелких экзотических млекопитающих широко доступна через литературу, группы энтузиастов животных, а также веб-сайты в Интернете и дискуссионные форумы.

### Риск для людей
Экзотические животные сохраняют свою непредсказуемую дикую природу, а некоторые физически способны калечить или убивать своих владельцев. Млекопитающие — наиболее вероятные экзотические домашние животные, которые могут ранить или убивать людей, а возглавляют этот список нечеловекообразные приматы.
Даже если животные разводятся для торговли и выращиваются людьми, они могут быть непредсказуемыми (Включая те виды, которые относительно склонны к обучению). В некоторых случаях, особенно в зрелом возрасте, они могут нести серьезную опасность. Нападения на людей среди питомцев относительно распространены, однако сообщаемые ежегодные смертельные случаи из-за владения экзотическими животными редки. Статистические данные, собранные правозащитной организацией, показывают, что в Соединенных Штатах в среднем за год погибает менее 3,5 человек; и другой список — 87 инцидентов с экзотическими животными, приведших к гибели людей с 20 июня 1990 г. по 15 апреля 2016 году.

### Приматы

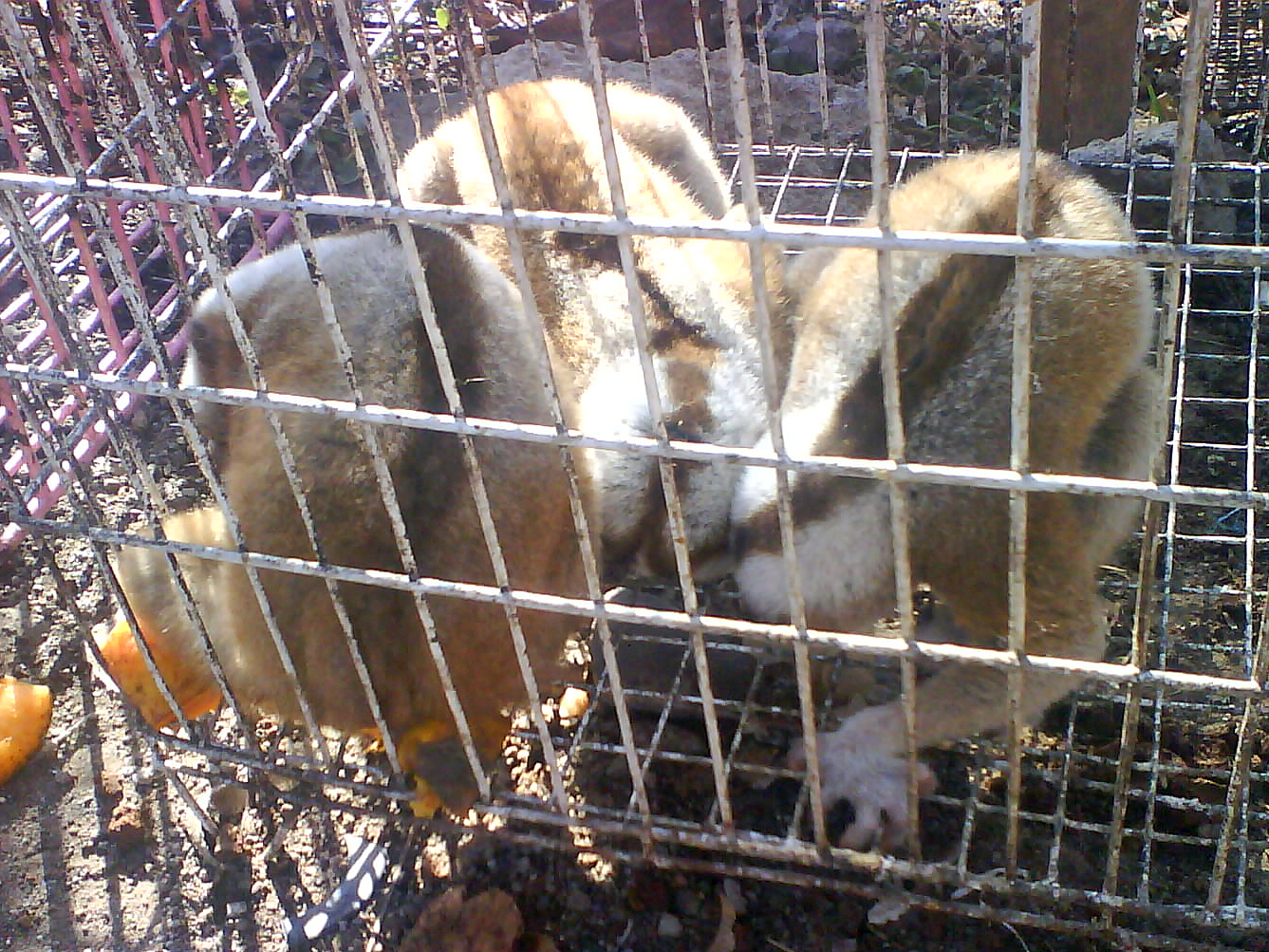
Животные в обедневших тропических странах завозятся и показываются местным жителям и туристам, несмотря на законы против торговли, например, как эти толстые лори

По оценкам, в Соединенных Штатах частные лица содержат до 15 тысяч приматов в качестве домашних животных. Девять штатов запрещают содержание нечеловекообразных приматов, но ни один федеральный закон не регулирует собственность на них. В 1975 году Центр по контролю заболеваний запретил их ввоз в США для использования в качестве домашних животных. В селекционной промышленности используются потомки животных, импортированных до 1975 года. Приматы различных видов, в том числе те, которые находятся под угрозой исчезновения, такие как эдиповы тамарины, бабуины, шимпанзе, мартышка диана, лемуры и гиббоны, все ещё доступны для покупки в США, – размножение в неволе не влияет на дикие популяции, чем руководствуются многие заводчики. Шимпанзе популярны для разведения в некоторых районах, несмотря на их силу, агрессию и дикую природу. Даже в тех областях, где содержание приматов в качестве домашних животных является незаконным, торговля экзотическими животными продолжает процветать, и некоторые люди держат шимпанзе в качестве домашних животных, ошибочно полагая, что они будут связаны с ними на всю жизнь. Однако, сила и агрессия обезьян растёт вместе с возрастом, и в результате некоторые владельцы теряют пальцы и получают серьёзные повреждения лица, подвергаясь нападению своих домашних любимцев.
Многие профессионалы, в том числе ветеринары, зоологи, гуманные общества и другие, настоятельно не советуют содержать приматов в качестве домашних животных, поскольку их сложные эмоциональные и социальные потребности и другие узкоспециализированные требования могут быть затруднены в обеспечении для среднего владельца.
Хотя гнездящаяся популяция была в значительной степени изолирована от диких популяций за пределами США, у них все ещё есть потенциал для передачи зоонозных заболеваний. Существует значительный риск заражения вирусом обезьяны В макак-резусов. Научные работники умерли от этой болезни, заключенной с субъектами исследований, не относящимися к приматам. Кроме того, существует значительный риск для домашних животных из-за передачи болезней от человека. Одним из таких примеров является простой герпес, который может быть смертельным для некоторых небольших обезьян.